# Charles Vanden Wouwer
Charles Vanden Wouwer (nascido em 7 de setembro de 1916) foi um futebolista belga que competiu na Copa do Mundo FIFA de 1938.